# Bandiera della Palestina
La bandiera della Palestina (in arabo علم فلسطين‎?, ʿalam Filasṭīn) è un tricolore composto da tre strisce orizzontali uguali (nero, bianco e verde dall'alto verso il basso) sovrapposte da un triangolo rosso che parte dall'alto. Deriva dai colori panarabi ed è utilizzata per rappresentare lo Stato di Palestina e il popolo palestinese.

## Storia
In una versione, i colori della bandiera palestinese furono scelti dal "Club letterario" nazionalista arabo di Istanbul nel 1909, sulla base delle parole del poeta arabo del XIII secolo Abu ʾl-Maḥāsin Ṣafī al-Dīn Abd al-Aziz ibn Saraya al-Ḥillī al-Ṭāyyʾī al-Sinbisī:
|  | Chiedi alle alte lance, delle nostre aspirazioni              |
|  | Porta testimonianza delle spade, abbiamo perso la speranza    |
|  | Siamo una banda, l'onore ferma le nostre anime                |
|  | Dall'inizio con il male, coloro che non ci faranno del male   |
|  | Bianche sono le nostre azioni, nere sono le nostre battaglie, |
|  | Verdi sono i nostri campi, rosse sono le nostre spade.        |

Un'altra versione attribuisce il merito alla "Giovane Società Araba" ((AR)  جمعية العربية الفتاة, Jamʾiyat al-ʾArabiya al-Fatāt; (AR)  الفتاة, al-Fatāt, la Giovane), fondata a Parigi nel 1909.
In un loro scritto ("The Third Cry", "Il Terzo Grido") scrivono:
Nel marzo 1914, il quartier generale di Beirut della Giovane Società Araba decise di adottare una propria bandiera, composta dai colori verde, bianco e nero, che simboleggiavano rispettivamente: l'Imamato fatimide, il  Califfato omayyade ed il Califfato abbaside. La bandiera è stata ufficialmente composta da Muhibb al-Din a Il Cairo con la collaborazione del segretario generale del Partito Ottomano per la decentralizzazione amministrativa ((AR)  الحزب العثماني للامركزية الإدارية, Hizb al-lamarkaziyya al-idariyya al-ʾuthmani) (1913-1916) Haqqi al-Azm, che accettò di adottare la bandiera anche per il suo Partito.
Un'ulteriore versione è che il diplomatico britannico Sir Mark Sykes dell'Ufficio degli esteri, del Commonwealth e dello sviluppo britannico abbia scelto i colori della bandiera araba e abbia dato il suo suggerimento allo Sharīf della Mecca al-Ḥusayn ibn ʿAlī Al Hashimi, ma è più probabile che Mark Sykes abbia offerto volontariamente alcuni disegni per una bandiera araba nei quattro colori (nero, bianco, verde e rosso) dopo aver appreso, durante i suoi incontri con i nazionalisti arabi, specialmente in Egitto, che avevano già pensato a questi colori per la bandiera. Potrebbe averne discusso con lo Sharīf della Mecca quando si incontrarono nel porto di Jeddah all'inizio di maggio 1917.
Qualunque sia la storia corretta, la bandiera fu usata dallo Sharīf della Mecca al-Ḥusayn ibn ʿAlī Al Hashimi a partire dal 10 giugno 1916 e divenne rapidamente considerata la bandiera del movimento nazionalista arabo nel Mashrek.
Nel 1917, essa diventò la bandiera del movimento nazionalista arabo.
Quando il Mandato britannico della Palestina (15 maggio 1948) giunse al termine, il Consiglio Nazionale Palestinese, che si riunì a Gaza dal 30 settembre al 1º ottobre 1948, su invito del Governo di tutta la Palestina, annunciò l'indipendenza della Palestina e proclamò la bandiera della rivolta araba come bandiera della Palestina.
Il 18 ottobre 1948 successivo, la bandiera della rivolta araba fu adottata dal governo di tutta la Palestina a Gaza e successivamente fu riconosciuta dalla Lega Araba come bandiera della Palestina.
Una versione modificata (cambiando l'ordine delle strisce) fu utilizzata in Palestina almeno dalla fine degli anni '30.
Quest'ultima, il 28 maggio 1964, fu ufficialmente adottata come la bandiera del popolo palestinese da parte della Organizzazione per la Liberazione della Palestina (OLP).
Il 1º dicembre 1964 il comitato esecutivo dell'OLP stabilì un sistema speciale per la bandiera specificandone gli standard e le dimensioni, e i colori nero e verde si sostituirono a vicenda.
Il 15 novembre 1988 l'OLP l'adottò come la bandiera dello Stato di Palestina.
Il giorno della bandiera si celebra il 30 settembre.
Nel 2021, il presidente dello Stato di Palestina Maḥmūd ʿAbbās (Abū Māzen) approvò l'abbassamento a mezz'asta annuale (il 2 novembre) della bandiera in ricordo della dichiarazione Balfour, firmata il 2 novembre 1917 in merito alla spartizione dell'Impero ottomano all'indomani della prima guerra mondiale.
Sul campo la bandiera è diventata ampiamente utilizzata a partire dagli accordi di Oslo, con l'istituzione dell'Autorità Nazionale Palestinese nel 1993.
Oggi la bandiera è ampiamente sventolata dai palestinesi e dai loro sostenitori.

## La normativa

### Decreto Presidenziale n° 29 del 03.12.2005"Relativo alla determinazione delle dimensioni della bandiera palestinese"
```
Decreto Presidenziale n° 29 del 03.12.2005 
"Relativo alla determinazione delle dimensioni della bandiera palestinese"
[
10
]

Il presidente del comitato esecutivo dell'
Organizzazione per la Liberazione della Palestina
, presidente dell'
Autorità Nazionale Palestinese
, dopo aver esaminato la legge fondamentale del 
2003
 modificata e i suoi emendamenti, in particolare l'articolo 8, e la decisione del Consiglio dei Ministri nella sua sessione n° 12 del 05.03.2005 e sulla base dell'approvazione del comitato esecutivo dell'
OLP
. L'
Autorità Palestinese
, sulla base dei poteri a noi concessi e al fine di raggiungere l'interesse pubblico, abbiamo decretato quanto segue:

Articolo 1

La bandiera palestinese avrà la forma e gli stendardi seguenti: sarà divisa orizzontalmente in tre sezioni uguali, con la sezione parallela superiore 
nera
. Quella centrale è 
bianca
. Quella inferiore è 
verde
. Con un 
triangolo
 
rosso
 sul lato dell'asta della bandiera, la sua base è uguale alla larghezza della bandiera e la sua altezza è pari a un terzo della lunghezza della bandiera.

Articolo 2

In questo senso si impegnano tutti gli Eeti e le istituzioni, ufficiali e privati.

Articolo 3

La bandiera palestinese simboleggia il legame della 
Palestina
 con le glorie della sua nazione e con la storia araba e islamica. È uno degli attributi e delle manifestazioni della sovranità palestinese. Nessun'altra bandiera può essere issata al livello della bandiera palestinese, e nessuna bandiera può essere issata sopra la bandiera palestinese.

Articolo 4

Le autorità competenti – ciascuna per quanto di competenza – danno attuazione alle disposizioni del presente decreto, il quale entrerà in vigore dalla data della sua emanazione e sarà pubblicato nella Gazzetta Ufficiale.

Rilasciato nella città di 
Ramallah
 il 03.12.2005 corrispondente al 1º 
Ḏū al-Qaʿdah
 
1426
 
AH
.

Maḥmūd ʿAbbās
, presidente del comitato esecutivo dell'
Organizzazione per la Liberazione della Palestina
 e ppresidente dell'
Autorità Nazionale Palestinese
.
```

### Legge n° 22 del 22.12.2005"Sulla sacralità della bandiera palestinese"
```
Legge n° 22 del 22.12.2005 
"Sulla sacralità della bandiera palestinese"
[
11
]

Il presidente del comitato esecutivo dell'
Organizzazione per la Liberazione della Palestina
, presidente dell'
Autorità Nazionale Palestinese
, dopo aver esaminato la legge fondamentale del 
2003
 modificata e i suoi emendamenti, in particolare l'Articolo 41, e il progetto di legge presentato dal Consiglio dei Ministri, e sulla base di quanto è stata approvata dal 
Consiglio Legislativo
 nella sessione del 23.11.2005, in nome del Popolo arabo palestinese, abbiamo emanato la seguente legge:

Articolo 1

La bandiera della 
Palestina
, con i quattro colori, dimensioni e standard approvati dall'
Organizzazione per la Liberazione della Palestina
, sarà la bandiera ufficiale del 
Paese
, in modo che la bandiera palestinese sia divisa orizzontalmente in tre pezzi uguali e paralleli della stessa larghezza, quello superiore è 
nero
, il mezzo è 
bianco
 e quello inferiore è 
verde
, con un 
triangolo
 
rosso
 da un lato dell'asta, con la base uguale. Per la larghezza della bandiera, la sua altezza è pari alla metà della base del 
triangolo
.

Articolo 2

Il rispetto per la bandiera è obbligatorio per tutti ed è vietato insultarla o disprezzarla con le parole e con i fatti.

Articolo 3

Tutti i partiti, così come gli individui, che sono obbligati a sventolare la bandiera devono mantenerne la pulizia e la manutenzione in modo consono al suo status e simbolismo.

Articolo 4

1) La bandiera palestinese è issata su tutte le sedi dell'
Autorità Nazionale
, del suo 
ministero
, delle sue Istituzioni e uffici affiliati, di tutte le istituzioni del settore pubblico, delle sedi delle sue agenzie, delle sue forze e delle sue rappresentanze all'estero e in tutte le festività e occasioni nazionali.
2) È vietato issare qualsiasi bandiera diversa da quella palestinese nei dipartimenti governativi, nelle istituzioni e nei luoghi pubblici.

Articolo 5

È vietato innalzare qualsiasi bandiera o emblema a forma di bandiera al di sopra del livello della bandiera palestinese in un unico luogo.

Articolo 6

1) A tutti i partiti e forze politiche, sotto tutti i loro nomi, è vietato esporre le proprie insegne fuori dalle sedi autorizzate.
2) È inoltre vietato ai partiti e alle forze politiche di cui al precedente comma 1 issare le loro insegne separatamente dalla bandiera palestinese, durante qualsiasi attività autorizzata da loro svolta.

Articolo 7

Per decisione del Consiglio dei Ministri, la bandiera palestinese sventolerà a mezz'asta quando necessario, per un periodo di tempo determinato e per le ragioni annunciate nella stessa decisione.

Articolo 8

Chi viola le disposizioni dell'articolo 6 della presente legge è punito come segue:
A) chiusura della sede per due settimane in caso di violazione delle disposizioni del comma 1;
B) interdizione dell'attività per un mese in caso di violazione delle disposizioni del comma 2;
C) in ogni caso, le insegne o le bandiere saranno rimosse e il loro status sarà regolarizzato a spese private del partito o delle forze politiche interessate.

Articolo 9

Chiunque violi le disposizioni dell'articolo 3 della presente legge sarà punito con la reclusione o con la multa non inferiore a duecento 
dinari giordani
 o il suo equivalente nella moneta legalmente circolante, o con entrambe le sanzioni insieme.

Articolo 10

Fatta salva ogni sanzione più severa, chiunque violi le restanti disposizioni della presente legge sarà punito con la reclusione o con la multa non inferiore a cento 
dinari giordani
 o il suo equivalente nella moneta legalmente circolante, o con entrambe le sanzioni insieme.

Articolo 11

Il ministro dell'interno predisporrà il regolamento di esecuzione della presente legge che sarà emanato con decisione del Consiglio dei Ministri entro il termine massimo di un mese dalla data della sua pubblicazione nella Gazzetta Ufficiale.

Articolo 12

Consiglio dei Ministri e il ministro dell'interno, ciascuno nell'ambito della propria giurisdizione, emanano le istruzioni e le decisioni necessarie per l'attuazione delle disposizioni della presente legge.

Articolo 13

Tutto ciò che è in contrasto con le disposizioni di questa legge è abrogato.

Articolo 14

Le Autorità competenti – ciascuna nell'ambito della propria giurisdizione – dovranno dare attuazione alle disposizioni della presente legge, la quale entrerà in vigore trenta giorni dopo la data della sua pubblicazione nella Gazzetta Ufficiale.

Rilasciato nella città di 
Ramallah
 il 22.12.2005 corrispondente al 20 
Ḏū al-Qaʿdah
 
1426
 
AH
.

Maḥmūd ʿAbbās
, presidente del comitato esecutivo dell'
Organizzazione per la Liberazione della Palestina
 e presidente dell'
Autorità Nazionale Palestinese
.
```

### Decreto-Legge n° 6 del 06.01.2006"Che modifica l'Articolo 1 della Legge del 2005 sulla sacralità della bandiera palestinese"
```
Decreto-Legge n° 6 del 06.01.2006 
"Che modifica l'Articolo 1 della Legge del 2005 sulla sacralità della bandiera palestinese"
[
12
]

Il presidente del comitato esecutivo dell'
Organizzazione per la Liberazione della Palestina
, presidente dell'
Autorità Nazionale Palestinese
, dopo aver esaminato la legge fondamentale del 
2003
 modificata e i suoi emendamenti, in particolare l'articolo 43 della stessa, e la legge n° 22 del 2005 sulla sacralità della bandiera palestinese e sulla base dei poteri a noi delegati e al fine di raggiungere l'interesse pubblico, abbiamo emanato il seguente decreto:

Articolo 1

L'articolo 1 della legge n° 22 del 2005 sulla sacralità della bandiera palestinese sarà modificato come segue: "La bandiera della 
Palestina
, con le quattro dimensioni e le dimensioni e gli standard approvati dall'
Organizzazione per la Liberazione della Palestina
, sarà la bandiera ufficiale del 
Paese
, in modo che la bandiera palestinese sia divisa orizzontalmente in tre pezzi uguali, paralleli e paralleli tra loro. Una larghezza, in modo che la parte superiore sia 
nera
, la parte centrale sia 
bianca
 e la parte inferiore è 
verde
, e la sua larghezza è pari alla metà della sua lunghezza, con un 
triangolo
 
rosso
 sul lato dell'asta della bandiera, la cui base è uguale alla larghezza della bandiera, e la cui altezza è pari a un terzo della lunghezza della bandiera.".

Articolo 2

Il presente decreto-legge sarà presentato al 
Consiglio Legislativo
 nella sua prima sessione successiva alla sua emissione per l'approvazione.

Articolo 3

Tutte le autorità competenti - ciascuna nell'ambito della propria giurisdizione - devono attuare le disposizioni della presente decisione, che entrerà in vigore dalla data della sua emissione e sarà pubblicata nella Gazzetta Ufficiale.

Rilasciato nella città di 
Ramallah
 il 06.01.2006 corrispondente al 6 
Dhū l-ḥijja
 
1426
 
AH
.

Maḥmūd ʿAbbās
, ppresidente del comitato esecutivo dell'
Organizzazione per la Liberazione della Palestina
 e Presidente dell'
Autorità Nazionale Palestinese
.
```

### Legge n° 5 del 17.02.2006"Che modifica alcune disposizioni della Legge n° 22 del 2005 sulla sacralità della bandiera palestinese"
```
Legge n° 5 del 17.02.2006 
"Che modifica alcune disposizioni della Legge n° 22 del 2005 sulla sacralità della bandiera palestinese"
[
13
]

Il presidente del comitato esecutivo dell'
Organizzazione per la Liberazione della Palestina
, presidente dell'
Autorità Nazionale Palestinese
 dopo aver esaminato la legge fondamentale del 2003 modificata e i suoi emendamenti, e sulla base di quanto approvato dal 
Consiglio Legislativo
 nella sua sessione del 13 febbraio 2006, e in nome del popolo arabo palestinese, abbiamo emanato la seguente legge:

Articolo 1

L'articolo 1 della legge sulla santità della bandiera palestinese n° 22 del 2005 sarà modificato come segue: "La bandiera della 
Palestina
, con le sue quattro dimensioni e le dimensioni e gli standard approvati dall'
Organizzazione per la Liberazione della Palestina
, sarà la bandiera ufficiale del 
Paese
, in modo che la bandiera sia divisa orizzontalmente in tre pezzi uguali, paralleli e tra loro. Una larghezza, in modo che la parte superiore sia 
nera
, la parte centrale sia 
bianca
 e la parte inferiore sia 
verde
, e la sua larghezza è pari alla metà della sua lunghezza, con un 
triangolo
 
rosso
 sul lato dell'asta della bandiera la cui base è uguale alla larghezza della bandiera, e la sua altezza è pari a un terzo della lunghezza della bandiera.".

Articolo 2

Ogni disposizione che contrasta con quanto previsto dalla presente legge è abrogata.

Articolo 3

Tutte le autorità competenti - ciascuna nell'ambito della propria giurisdizione - dovranno attuare le disposizioni della presente legge, che entrerà in vigore dalla data della sua emanazione e sarà pubblicata nella Gazzetta Ufficiale.

Rilasciato nella città di 
Ramallah
 il 17.02.2006 corrispondente al 18 
Muḥàrram
 
1427
 
AH
.

Maḥmūd ʿAbbās
, presidente del comitato esecutivo dell'
Organizzazione per la Liberazione della Palestina
 e presidente dell'
Autorità Nazionale Palestinese
.
```

## I colori
La bandiera è costituita da 3 strisce orizzontali pari (nero, bianco e verde da cima a fondo) sovrapposte da un triangolo isoscele rosso sulla sinistra.
I colori delle bande orizzontali rappresentano le bandiere dei:
- Califfato abbaside (750-1258), nero;
- Califfato omayyade (661-750), bianco;
- Califfato dei Rashidun (632-661), verde;
- Imamato fatimide (909-1171), verde.

Il triangolo rosso rappresenta le bandiere di:
- Dinastia hashemita (1908);
- Rivolta araba (1916-1918).

La bandiera è quasi identica a quella del Partito Ba'th e molto simile alle bandiere della Repubblica Democratica Araba dei Sahrawi, del Sudan e della Giordania; tutte queste traggono la loro ispirazione dalla bandiera della rivolta araba contro il dominio ottomano (1916-1918).
| Schema dei colori | Rosso     | Nero           | Bianco      | Verde       |
| ----------------- | --------- | -------------- | ----------- | ----------- |
| CMYK              | 0-82-77-6 | 100-100-100-99 | 0-0-0-0     | 100-0-64-40 |
| HEX               | #EE2A35   | #000000        | #FFFFFF     | #009736     |
| RGB               | 238-42-53 | 0-0-0          | 255-255-255 | 0-151-54    |

## Le bandiere

### Le bandiere di derivazione

Bandiera del Califfato abbaside (750-1258), nero 2:3
Bandiera del Califfato Omàyyade (661-750), bianco 1:2
Bandiera del Califfato Rashidunide (632-661), verde 1:2
Bandiera dell'Califfato Fatimide (970-1153), verde 2:3
Bandiera della dinastia Hashemita (1908-oggi), rosso 2:3
Bandiera della Giovane Società Araba (1914-1919) e del Partito Ottomano per la Decentralizzazione Amministrativa (1914-1916) 2:3
Bandiera della Rivolta araba (1916-1918) 2:3

### Le bandiere palestinesi

Bandiera dell'Amministrazione del Territorio Nemico Occupato (OETA South) (1917-1920) 3:5
Bandiera dell'Alto Commissario per la Palestina e la Transgiordania (1920-1948) 1:2
Stendardo del Mandato britannico della Palestina (1920-1948) 1:2
Stendardo del Servizio Doganale e Postale del Mandato britannico della Palestina (1920-1948) 1:2

Bandiera usata durante la Grande rivolta araba (1936–1939) 1:2
Bandiera usata dalla Lega Araba per rappresentare la Palestina (1945-1955)[14] 1:2
Bandiera usata dal Governo di tutta la Palestina (1948-1959), derivante dalla bandiera della Rivolta araba (1916-1918) ma con l'ordine modificato dei colori delle strisce orizzontali 2:3
Flag (1948-1964) 1:2
Bandiera dell'Organizzazione per la Liberazione della Palestina (1964-Anni '80), versione con triangolo più corto 1:2
Bandiera palestinese usata in alcuni periodi come variante (1948-oggi) 1:2

### Le bandiere dello Stato di Palestina

Bandiera della Palestina (1988-1994) 1:2
Bandiera dell'Autorità Nazionale Palestinese (1994-2005) 1:2
Bandiera dell'Autorità Nazionale Palestinese (2005-2013) 1:2
Bandiera dello Stato di Palestina (2013-oggi) 1:2
Bandiera del Presidente dello Stato di Palestina  (1997-oggi)[15] 1:2